# Pinufius rebus
Famille
Genre
Espèce
Pinufius rebus, unique représentant du genre Pinufius et de la famille des Pinufiidae, est une espèce de mollusques de l'ordre des nudibranches.